# Melkwitte waterleliemot
De melkwitte waterleliemot (Elophila rivulalis) is een vlinder uit de onderfamilie Acentropinae van de familie der grasmotten (Crambidae). De wetenschappelijke naam van deze soort werd in 1833 als Hydrocampa rivulalis gepubliceerd door Philogène-Auguste-Joseph Duponchel.
De spanwijdte bedraagt 20 tot 25 millimeter. De vliegtijd is van april tot en met september.

## Verspreiding
De soort komt voor in Ierland, het Verenigd Koninkrijk, Nederland, België, Frankrijk, Polen, Oostenrijk, Hongarije, Italië, Kroatië en Griekenland.
In Noordwest-Europa is de Melkwitte waterleliemot een (zeer) zeldzame soort. In Ierland is deze vlinder in juli 2019 voor het eerst vastgesteld. In Nederland is deze soort slechts één keer waargenomen. En in België is de soort alleen vóór 1980 en alleen in de provincie Antwerpen gezien.